# Ara Güler

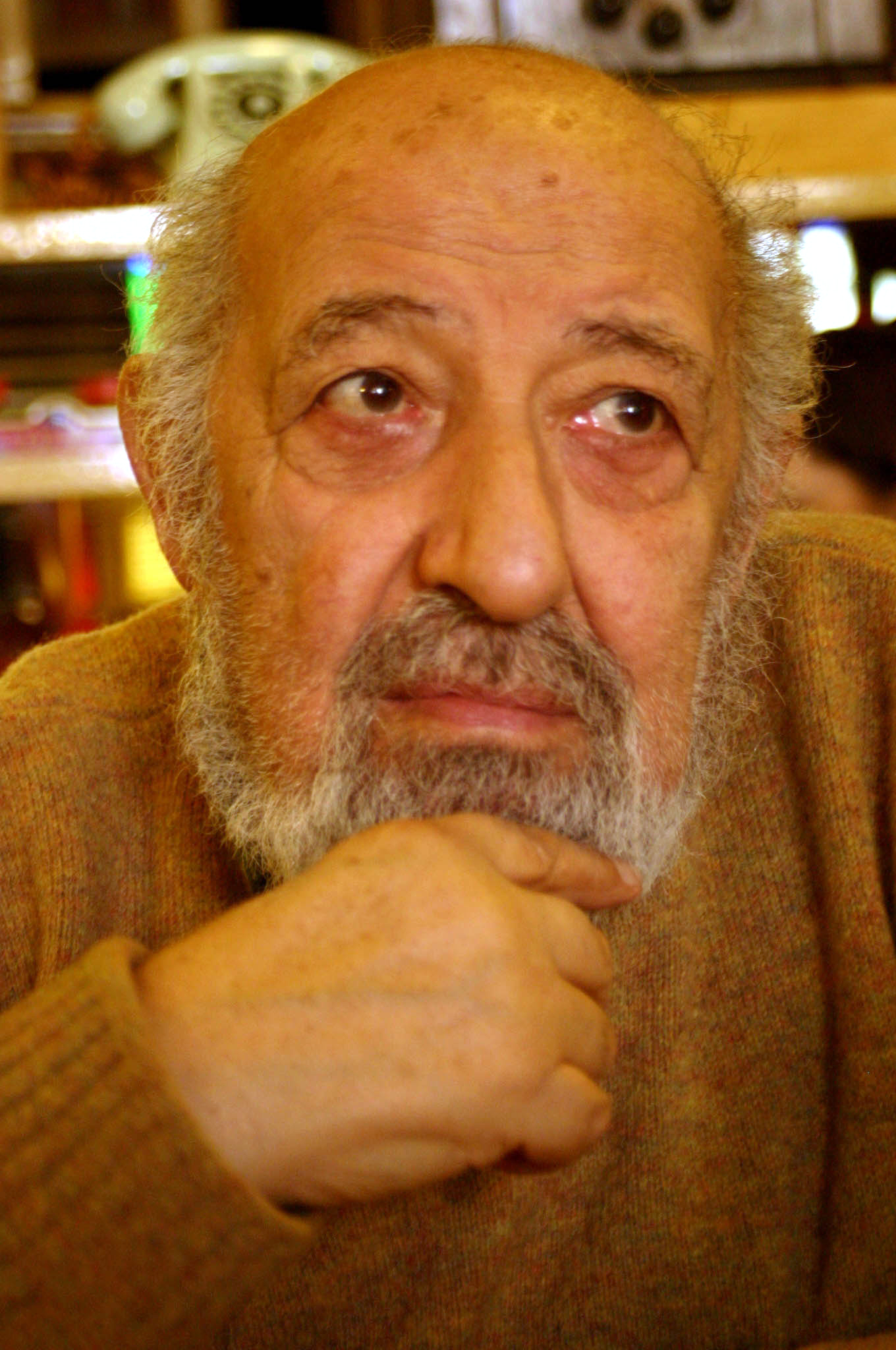
Ara Güler (2007)

Ara Güler (armenisch Արա Կիւլեր; * 16. August 1928 in Istanbul; † 17. Oktober 2018 ebenda) war ein türkischer Fotograf armenischer Abstammung. Er gilt als einer der bedeutendsten Fotografen der Türkei.

## Leben und Werk
Güler wurde 1928 als Kind einer armenischen Apothekerfamilie geboren. Seine Familie siedelte zuvor in den 1910er Jahren von der anatolischen Kleinstadt Şebinkarahisar nach Istanbul über. Vom Kino fasziniert, begann er eine Schauspielausbildung bei Muhsin Ertuğrul. Der folgte ein Studium der Wirtschaftswissenschaft. Er entschied sich schließlich für eine Karriere als Fotojournalist. Seinen Militärdienst leistete Güler als Leutnant einer Kompanie des motorisierten Infanterie-Bataillons der 3. gepanzerten Brigade ab.
Seit 1950 arbeitete er für die Zeitung „Yeni İstanbul“ („Neues Istanbul“), später folgten Arbeiten als Nahostkorrespondent für internationale Zeitschriften wie Time Life, Paris Match oder Stern. Im Jahr 1956 lernte er Henri Cartier Bresson sowie Marc Riboud kennen. Bresson warb ihn für die Agentur Magnum Photos an, deren Mitglied er wurde. Nach seinem Militärdienst übernahm er 1961 die Position des Chefs der Fotoredaktion der Zeitschrift „Hayat“ („Das Leben“). Internationale Engagements in Japan, Nordamerika und Europa folgten.
Ara Güler fotografierte weitgehend mit einer Leica-Kamera in schwarz-weiß. Der Großteil seiner Fotos bildet seine Heimatstadt Istanbul ab. Dabei lag sein Fokus häufig auf kleinen Details, dem einfachen Leben und Kindern. Der autobiografische Roman Istanbul – Erinnerung an eine Stadt des türkischen Literaturnobelpreisträgers Orhan Pamuk ist mit Fotografien Gülers illustriert; „Ara Gülers Istanbul ist mein Istanbul“, sagte Pamuk. Zudem porträtierte Ara Güler eine Vielzahl von Prominenten, darunter İsmet İnönü, Winston Churchill, Indira Gandhi, Bertrand Russell, Maria Callas, Alfred Hitchcock, Salvador Dalí und Picasso; er fotografierte bis zu seinem Tod.
Für seine Werke wurde er mehrfach ausgezeichnet: 1961 bezeichnete ihn das „Photography Annual“ als einen der sieben besten Fotografen weltweit, 1962 wurde er zum „Master der Leica“ gekürt, 1968 wurde er vom Museum of Modern Art, New York zu den „Zehn Meistern der Farbfotografie“ gewählt, 1999 erhielt er die türkische Auszeichnung als „Fotograf des Jahrhunderts“. Güler ist der Namensgeber eines Cafés in der Nähe der İstiklal Caddesi in Istanbul.
Ara Güler starb nach langer Krankheit im Oktober 2018 im Alter von 90 Jahren.

## Ausstellungen

Ara-Güler-Retrospektive in Berlin, 2014

- 2010: Gruppenausstellung Istanbul. Sammlung Huma Kabakci. 60 Jahre türkische Kunst. Zwischen Tradition und Provokation, Osthaus Museum Hagen, Mönchehaus Museum Goslar
- 2014: Einzelausstellung Ara Güler – Das Auge Istanbuls. Retrospektive von 1950 bis 2005, Willy-Brandt-Haus, Berlin
- 2017: Einzelausstellung Ara Güler – Das Auge Istanbuls, Leica Galerie Nürnberg.

- 2019 Saatchi Gallery, London

## Werke (Auswahl)
- Ara Güler: Photographs, Istanbul, 1980.
- The Movie World of Ara Güler, Istanbul, 1989.
- The Sixth Continent, Ankara, 1991.
- Eski Istanbul Anilari, Istanbul, 1994.
- Yüzlerinde Yeryüzü, Istanbul, 1995.
- Röportaj, YGS Yayınları, Istanbul 2001. ISBN 975-7012-24-6.
- Istanbul (mit einem Vorwort von Orhan Pamuk), DuMont, Köln 2010, ISBN 978-3-8321-9292-1.
- Istanbul – From the Point Hotel / Taksim collection. İlke Basın Yayım, Istanbul 2013, ISBN 978-605-88813-0-3.

## Film
- Ara Güler – Ein Photograph und sein Istanbul. Dokumentarfilm, Deutschland, 2018, 44:02 Min., Buch und Regie: Sabine Scharnagl, Produktion: Preview Production, BR, Erstsendung: 6. März 2018 im Bayerischen Fernsehen[6]
- Der Fotograf Istanbuls Ara Güler. Dokumentarfilm, Deutschland 2018 70 min., Buch und Regie Erdal Buldun - A. Özdil Savasci, Kamera Martin Manz, Musik Nadir Göktürk. Mit Yasar Kemal, Orhan Pamuk und vielen Anderen, Produktion NDR & Ikonafilm (7)